# Mrákotín (Vysočina)
Mrákotín (in tedesco Mrakotin) è un comune mercato della Repubblica Ceca facente parte del distretto di Jihlava, nella regione di Vysočina.